# Савет за националне мањине (Србија)
Савет за националне мањине (СНМ) је државни орган у Републици Србији, који обавља послове из области остваривања и заштите права и слобода националних мањина. Савет је мешовитог састава, а чине га представници Владе Републике Србије и председници свих националних савета националних мањина. Седиште СНМ је у Београду, а функцију председника обавља (по положају) председник Владе Републике Србије. Рад савета регулисан је Законом о заштити права и слобода националних мањина.

## Савезни савет за националне мањине
Правни темељ за настанак савета постављен је почетком 2002. године, када је у тадашњој Савезној Републици Југославији донет Закон о заштити права и слобода националних мањина, који је предвиђао оснивање Савезног савета за националне мањине (члан 18). Међутим, то савезно тело није заживело услед сложених политичких околности. Недуго потом, донета је Уставна повеља Србије и Црне Горе (2003), којом је на нивоу државне заједнице установљено заједничко Министарство за људска и мањинска права. Међутим, остваривање права и слобода националних мањина у пракси је пренето на органе држава-чланица.

## Савет Републике Србије за националне мањине
Полазећи од новонасталог стања, Влада Републике Србије је 16. септембра 2004. године донела посебну уредбу којом је формиран Савет Републике Србије за националне мањине. Та уредба је у појединостима допуњавана током наредних година (2005, 2006, 2009), а служила је као основа за функционисање савета у очекивању нових законских решења, која су изостала чак и након престанка постојања савезне државе (2006). Иако је дотадашњи савезни Закон о заштити права и слобода националних мањина наставио да важи и у независној Србији, његове одредбе су остале неусклађене са новонасталим стањем, што се одразило и на рад савета. За време мандата Владе Мирка Цветковића (2008-2012), савет се састао само једном, 30. октобра 2009. године.

## Савет за националне мањине
Ради превазилажења поменутих проблема, нова Влада Републике Србије је 20. маја 2013. године донела Одлуку о образовању Савета за националне мањине (Службени гласник РС, бр. 46/13 и 98/13), којом су престале да важе дотадашње уредбе. Поменута одлука је допуњавана у неколико наврата током наредних година (2015, 2016, 2017, 2020).
У међувремену је покренут и поступак за усклађивање Закона о заштити права и слобода националних мањина са новонасталим стањем, а у тај процес су поред представника националних мањина били укључени и представници релевантних међународних организација. По окончању консултативног процеса, поменути закон је измењен и допуњен 2018. године, чиме су у законском тексту извршене неопходне промене, којима је помен одавно непостојеће СРЈ замењен поменом Србије, док је помен Савезног савета за националне мањине (који је све до тада опстајао у законском тексту) коначно замењен поменом Савета за националне мањине. Тиме је након 15 година од трансформације СРЈ у Државну Заједницу Србије и Црне Горе, односно након 12 година од престанка постојања ДЗСЦГ, извршено коначно усклађивање поменутог закона са новонасталим државно-правним и политичким стањем у Србији.